# 434 v. Chr.
Portal Geschichte | Portal Biografien | Aktuelle Ereignisse | Jahreskalender | Tagesartikel

◄ |
6. Jahrhundert v. Chr. |
5. Jahrhundert v. Chr. |
4. Jahrhundert v. Chr. |
►

◄ | 450er v. Chr. | 440er v. Chr. | 430er v. Chr. | 420er v. Chr. |
410er v. Chr. |
►

◄◄ | ◄ | 437 v. Chr. | 436 v. Chr. | 435 v. Chr. | 434 v. Chr. |
433 v. Chr. |
432 v. Chr. |
431 v. Chr. |
► |
►►

## Ereignisse
- Athen sendet Truppen gegen König Perdikkas II. von Makedonien.

## Gestorben
- um 434 v. Chr.: Empedokles, griechischer Philosoph und Politiker